# Nishigō
Nishigō (japanska: 西郷村?, Nishigō-mura) är en landskommun (by) i Fukushima prefektur i Japan.  
I kommunen finns järnvägsstationen Shin-Shirakawa på Tōhoku Shinkansen som ger förbindelse med höghastighetståg till bland annat Tokyo.